# Колон (Міннесота)
Колон (англ. Cologne) — місто (англ. city) в США, в окрузі Карвер штату Міннесота. Населення — 2047 осіб (2020).

## Географія
Колон розташований за координатами 44°46′11″ пн. ш. 93°47′29″ зх. д. / 44.76972° пн. ш. 93.79139° зх. д. (44.769853, -93.791386).  За даними Бюро перепису населення США в 2010 році місто мало площу 4,84 км², з яких 4,53 км² — суходіл та 0,31 км² — водойми.

## Демографія
Згідно з переписом 2010 року, у місті мешкало 1519 осіб у 539 домогосподарствах у складі 398 родин. Густота населення становила 314 особи/км².  Було 562 помешкання (116/км²).
Расовий склад населення:
| - 94,9 % — білих - 1,2 % — азіатів - 0,9 % — чорних або афроамериканців - 1,4 % — осіб інших рас |

До двох чи більше рас належало 1,6 %. Частка іспаномовних становила 3,2 % від усіх жителів.
За віковим діапазоном населення розподілялося таким чином: 32,1 % — особи молодші 18 років, 61,6 % — особи у віці 18—64 років, 6,3 % — особи у віці 65 років та старші. Медіана віку мешканця становила 32,0 року. На 100 осіб жіночої статі у місті припадало 108,7 чоловіків;  на 100 жінок у віці від 18 років та старших — 106,0 чоловіків також старших 18 років.
Середній дохід на одне домашнє господарство  становив 79 159 доларів США (медіана — 79 167), а середній дохід на одну сім'ю — 89 115 доларів (медіана — 88 894). Медіана доходів становила 60 337 доларів для чоловіків та 41 950 доларів для жінок. За межею бідності перебувало 6,5 % осіб, у тому числі 8,4 % дітей у віці до 18 років та 9,4 % осіб у віці 65 років та старших.
Цивільне працевлаштоване населення становило 877 осіб. Основні галузі зайнятості: виробництво — 26,2 %, освіта, охорона здоров'я та соціальна допомога — 19,7 %, роздрібна торгівля — 8,6 %, науковці, спеціалісти, менеджери — 7,6 %.